# Karl Felix Brunner

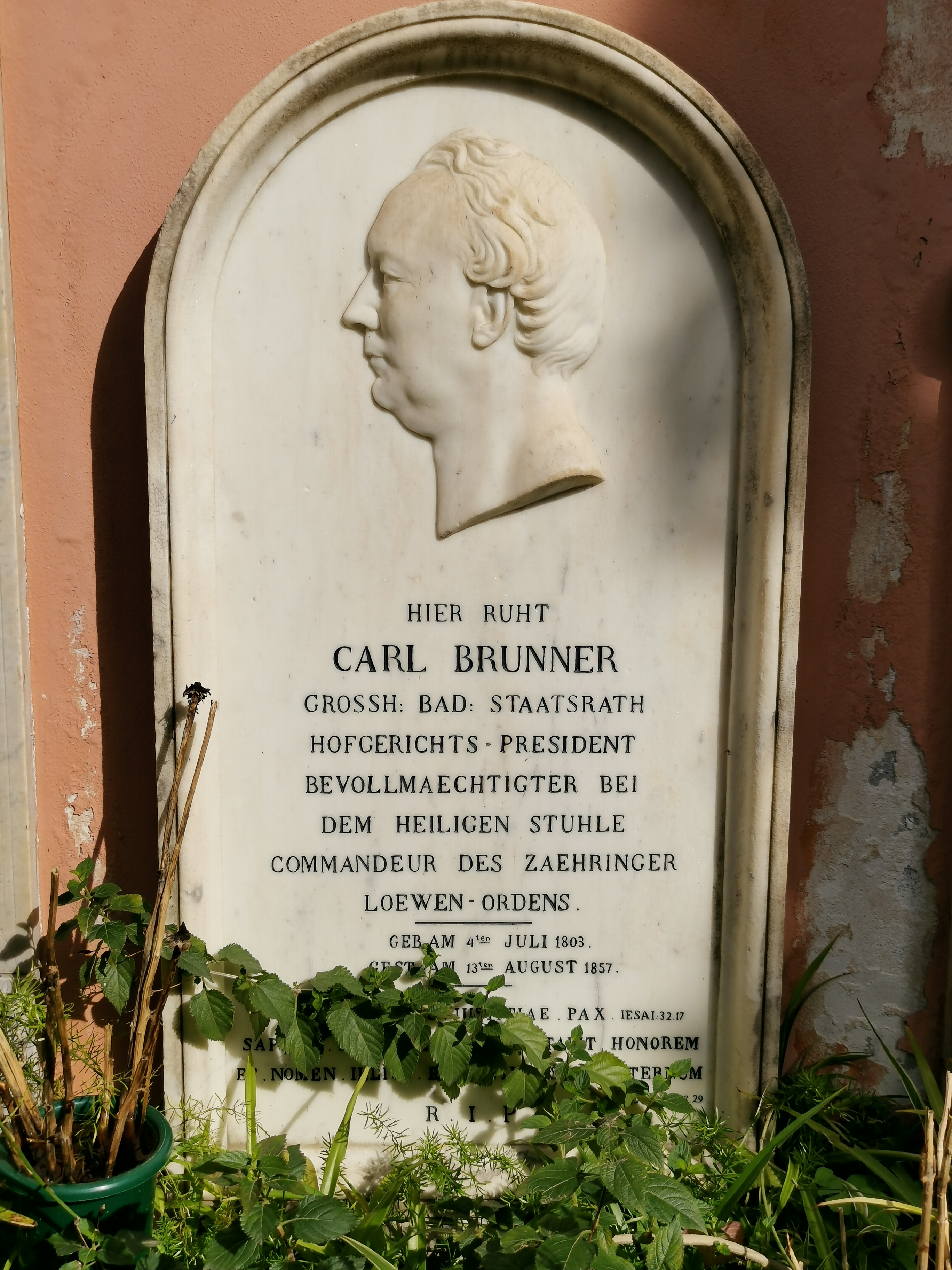
Grab auf dem Campo Santo Teutonico, Rom

Karl Felix Brunner (* 4. April 1803 in Walldürn; † 12. August 1857 in Rom) war ein deutscher Jurist.

## Leben
Karl Felix Brunner wurde als erstes von 14 Kindern geboren. Er heiratete am 4. November 1829 in Mannheim Augusta Schefferth (oder Schäffert) aus Baden-Baden († 4. Februar 1873 in Mannheim). Aus der Ehe gingen drei Kinder hervor: Carl Felix Gottfried Heinrich, Adolf, Julius Otto.
Am 13. August 1857 starb Karl Felix Brunner in Rom an der Malaria. Er ist auf dem Campo Santo Teutonico im Vatikan beerdigt.

## Werdegang
Karl Felix Brunner kam zu seinem Onkel Franz Theodor Brunner, Pfarrer in Handschuhsheim, als Student und besuchte von dort das Gymnasium in Heidelberg. Der Umgang mit dem gebildeten Onkel und die große Büchersammlung desselben legten die Grundlage für sein vielseitiges Wissen und die gediegenen Kenntnissen in der Musik und in der bildenden Kunst. Der geistliche Onkel hätte es lieber gesehen, wenn Karl Felix Theologe geworden wäre, fand sich schließlich aber auch mit dem Rechtsstudium seines Neffen ab, in der Hoffnung, dieser könne als Jurist später einmal in den Kirchenrat kommen oder in Freiburg Professor juris canonici werden.
Mit 21 Jahren wurde Brunner Rechtspraktikant nach hervorragend bestandener Prüfung, mit 26 Jahren Oberhofgerichtsrat in Mannheim, als welcher er das Vertrauen zahlreicher Klienten, besonders aus dem grund- und standesherrlichen Adel des Kreises genoss und sich in gleichem Maße auch die Anerkennung und Achtung der Gerichtshöfe zu erringen wusste. Wohl in Anerkennung dieser Tätigkeit, meint Friedrich von Weech in seinen „Badischen Biographien“, wurde Brunner in den Staatsdienst berufen. 1835 wurde er zum Hofgerichtsassessor, 1836 zum Hofgerichtsrat ernannt. Auch die Staatsverwaltung suchte seine Dienste, so dass er schon 1837 zum Ministerialrat im Ministerium des Inneren ernannt wurde, bei welcher Gelegenheit ihn die Stadt Mannheim, in welcher er bisher gewirkt hatte, mit dem Ehrenbürgerrecht bekleidete.
1841 wurde Brunner Oberhofgerichtsrat, 1846 Direktor des Ministeriums des Inneren, 1848 Staatsrat und Präsident des Justizministeriums – auf seinen Wunsch hin Kanzler des Oberhofgerichts. 1850 war er Mitglied des Volkshauses des Erfurter Unionsparlaments. 1854 war er als Bevollmächtigter des Badischen Staates in Rom zur Regelung der Beziehungen mit dem Vatikan und führte maßgebliche Verhandlungen mit dem Heiligen Stuhl in Rom über ein badisches Konkordat. 1855 kehrte er heim, April 1856 reiste er nochmals nach Rom in der gleichen Angelegenheit. Am 12. August 1857 bekam er dort Malaria, an der er starb.

### Nachruf
In seinem Nachruf heißt es (Augsburger Allgemeine Zeitung, 15. August 1857)
"Karl Felix Brunner war für diese Unternehmung, mit der ihn sein Landesherr betraut hatte, gerade der geeignetste Mann; er genoss beim Papste hohes Vertrauen und eine besondere Huld und war in den Kreisen hoher Gesellschaft eine ebenso beliebte als würdevolle Erscheinung. Die Kardinäle Antonelli und Reisach waren bei dem Requiem in der Kirche Maria dell’anima anwesend. Kardinal Reisach hat ihn auch während seiner Krankheit besucht. Ein Kapuzinerpater reichte ihm die Tröstungen unserer heiligen Religion. Er erzählte diesem viel von der Heimat und hatte Heimweh, was wohl begreiflich ist. Sein ältester Sohn (Carl Felix Gottfried Heinrich Brunner) reiste zu der Trauerfeier nach Rom."